# Trimerophyta
Trimerophyta jsou vyhynulé rostliny rozšířené v období spodního a středního devonu (před 410–375 mil. let). Ze skupiny rhyniových rostlin patří mezi vývojově nejpokročilejší. Dosahovaly vzrůstu až kolem 1 m, hlavní osa byla větvena pseudomonopodiálně až monopodiálně, postranní větve (telomy) pak dichotomicky až trichotomicky. Předpokládá se, že se jednalo o výchozí stav pro vznik pravých listů (megafylů). Protostélé bylo proti jiným skupinám velmi mohutné. Trimerophyta se vyznačovaly pravými trachejemi. Sporangia bývají podlouhlá, terminální, nacházejí se ve skupinách a pukají podélnou štěrbinou.